# Saint-Cyr-du-Doret
Saint-Cyr-du-Doret és un municipi francès situat al departament del Charente Marítim i a la regió de la Nova Aquitània. L'any 2007 tenia 549 habitants.

## Demografia

### Població
El 2007 la població de fet de Saint-Cyr-du-Doret era de 549 persones. Hi havia 160 famílies de les quals 28 eren unipersonals (20 homes vivint sols i 8 dones vivint soles), 52 parelles sense fills, 72 parelles amb fills i 8 famílies monoparentals amb fills.
La població ha evolucionat segons el següent gràfic:
Habitants censats

### Habitatges
El 2007 hi havia 197 habitatges, 173 eren l'habitatge principal de la família, 11 eren segones residències i 13 estaven desocupats. 188 eren cases i 9 eren apartaments. Dels 173 habitatges principals, 135 estaven ocupats pels seus propietaris, 30 estaven llogats i ocupats pels llogaters i 8 estaven cedits a títol gratuït; 1 tenia una cambra, 4 en tenien dues, 20 en tenien tres, 61 en tenien quatre i 87 en tenien cinc o més. 146 habitatges disposaven pel capbaix d'una plaça de pàrquing. A 82 habitatges hi havia un automòbil i a 82 n'hi havia dos o més.

### Piràmide de població
La piràmide de població per edats i sexe el 2009 era:
| Homes | Edats   | Dones |
| ----- | ------- | ----- |
| 0     | 95 o +  | 4     |
| 4     | 90 a 94 | 8     |
| 0     | 85 a 89 | 28    |
| 4     | 80 a 84 | 8     |
| 4     | 75 a 79 | 0     |
| 12    | 70 a 74 | 8     |
| 12    | 65 a 69 | 20    |
| 8     | 60 a 64 | 8     |
| 8     | 55 a 59 | 8     |
| 8     | 50 a 54 | 16    |
| 0     | 45 a 49 | 8     |
| 12    | 40 a 44 | 8     |
| 20    | 35 a 39 | 8     |
| 12    | 30 a 34 | 16    |
| 4     | 25 a 29 | 16    |
| 0     | 20 a 24 | 4     |
| 0     | 15 a 19 | 8     |
| 12    | 10 a 14 | 16    |
| 16    | 5 a 9   | 16    |
| 4     | 0 a 4   | 4     |

## Economia
El 2007 la població en edat de treballar era de 290 persones, 237 eren actives i 53 eren inactives. De les 237 persones actives 215 estaven ocupades (115 homes i 100 dones) i 22 estaven aturades (9 homes i 13 dones). De les 53 persones inactives 16 estaven jubilades, 24 estaven estudiant i 13 estaven classificades com a «altres inactius».

### Ingressos
El 2009 a Saint-Cyr-du-Doret hi havia 175 unitats fiscals que integraven 443 persones, la mediana anual d'ingressos fiscals per persona era de 16.072 €.

### Activitats econòmiques
Dels 18 establiments que hi havia el 2007, 1 era d'una empresa de fabricació d'altres productes industrials, 6 d'empreses de construcció, 3 d'empreses de comerç i reparació d'automòbils, 1 d'una empresa d'hostatgeria i restauració, 2 d'empreses immobiliàries, 1 d'una empresa de serveis, 2 d'entitats de l'administració pública i 2 d'empreses classificades com a «altres activitats de serveis».
Dels 6 establiments de servei als particulars que hi havia el 2009, 1 era un guixaire pintor, 2 fusteries, 1 lampisteria, 1 electricista i 1 restaurant.
L'únic establiment comercial que hi havia el 2009 era una adrogueria.
L'any 2000 a Saint-Cyr-du-Doret hi havia 19 explotacions agrícoles que ocupaven un total de 1.728 hectàrees.

## Poblacions més properes
El següent diagrama mostra les poblacions més properes.